# Siam Devadhiraj
Phra Siam Devadhiraj —en tailandés: พระสยามเทวาธิราช— es una deidad guardiana que personifica la protección sobrenatural sobre el país de Tailandia. La deidad (deva, palabra de origen sánscrito, traducida como "dios" o "ángel") está representada por un ídolo consagrado en el Salón del Trono Phaisan Thaksin del Gran Palacio de Bangkok. La figura, de 23 cm de altura y fabricada en oro macizo, fue encargada por el rey Mongkut (Rama IV), probablemente hacia 1860. Muestra al deva con vestimenta real, sosteniendo una espada en la mano derecha y con la mano izquierda a la altura del pecho en una postura de bendición. La deidad es adorada en una ceremonia real privada anual en la primera luna creciente del quinto mes lunar tailandés, que marca el tradicional Año Nuevo en el calendario lunar tailandés.